# Костадинов, Георгий (боксёр)
Гео́ргий Харала́мпиев Костади́нов (3 марта 1950, Бургас) — болгарский боксёр наилегчайшей весовой категории, в 1970-е годы выступал за сборную Болгарии. Чемпион летних Олимпийских игр в Мюнхене, победитель многих международных турниров и национальных первенств. Также известен как тренер по боксу.

## Биография
Георгий Костадинов родился 3 марта 1950 года в городе Бургас. Активно заниматься боксом начал в возрасте четырнадцати лет в местном спортивном клубе «Черноморец», затем присоединился к софийскому ЦСКА, где проходил подготовку под руководством тренера Василя Костова. Первого серьёзного успеха на ринге добился в 1971 году, когда стал чемпионом Болгарии в наилегчайшем весе — с этого момента стал попадать в основной состав национальной сборной и ездить на крупные международные турниры. Благодаря череде удачных выступлений удостоился права защищать честь страны на летних Олимпийских играх 1972 года в Мюнхене, где победил всех своих соперников, в том числе Лешека Блажиньского и Лео Рвабвого в полуфинале и финале соответственно.
Получив золотую олимпийскую медаль, Костадинов продолжал оставаться в команде Болгарии, принимая участие во всех важнейших соревнованиях того периода. В 1976 году прошёл квалификацию на Олимпийские игры в Монреаль, однако повторить успех четырёхлетней давности не смог, уже во втором своём матче на турнире со счётом 0:5 проиграл венесуэльцу Альфредо Пересу. Сразу после окончания Игр принял решение завершить карьеру спортсмена, прошёл курс обучения в Национальной спортивной академии в Софии и стал тренером в своём родном клубе «Черноморец». Как тренер, воспитал многих талантливых боксёров, в период 1989—1990 возглавлял сборную Ирака по боксу. В 2012 году за выдающиеся спортивные достижения награждён орденом «Стара планина», высшим знаком отличия Республики Болгария.